# Пано Акурдалия
Па̀но Акурда̀лия (на гръцки: Πάνω Ακουρδάλεια) е село в Кипър, окръг Пафос. Според статистическата служба на Република Кипър през 2001 г. селото има 26 жители.
Намира се на 2 км западно от Милиу.